# 贺拔颎
贺拔颎（？—？），神武郡尖山县（今山西省忻州市神池县）人，北魏、西魏官员。

## 生平
永熙三年（534年），宇文泰出兵讨伐杀死贺拔岳的侯莫陈悦，侯莫陈悦的军队自行惊慌溃散，许多将领和士卒相继向宇文泰投降。宇文泰出兵攻击，侯莫陈悦大败，与两个弟弟、子侄以及谋杀贺拔岳的七八人放弃军队逃走，有人劝说侯莫陈悦前往灵州投奔曹泥，侯莫陈悦听从了，想要从山中前往灵州。宇文泰也预计到侯莫陈悦的举动，命令原州都督宇文导在侯莫陈悦前方拦截，都督贺拔颎等人在侯莫陈悦后方追击，侯莫陈悦望见追击骑兵，在野地中上吊自杀。贺拔颎之后在西魏官至侍中、持节、都督鄜豳丹北雍四州刺史、骠骑大将军、开府仪同三司，封顿丘县开国公。

## 家庭

### 祖父
- 贺拔尔头，北魏武川镇军主、龙城县男

### 父亲
- 贺拔度拔，北魏怀朔镇统军、龙城县男

### 兄弟姐妹
- 贺拔允，东魏侍中、征北将军、太尉公、燕郡王
- 贺拔胜，西魏骠骑大将军、开府仪同三司、太师、琅邪贞献公
- 贺拔岳，北魏骠骑大将军、开府仪同三司、尚书左仆射、关中大行台、大都督、清水武庄公
- 贺拔氏，嫁仪同三司、朔州刺史刘庆，所生女儿嫁贺兰祥

### 子女
- 贺拔威，北周大兵部、持节都督熊晋义丰四州刺史、骠骑大将军、开府仪同三司、沙陵县开国公[1]
- 贺拔定妃，嫁北周使持节、开府仪同三司、洞城公是云侃，封昌城郡君[4]